# Teucrium werneri
Teucrium werneri là một loài thực vật có hoa trong họ Hoa môi. Loài này được Emb. miêu tả khoa học đầu tiên năm 1935.